# Senna armata
Senna armata är en ärtväxtart som först beskrevs av Sereno Watson, och fick sitt nu gällande namn av Howard Samuel Irwin och Rupert Charles Barneby. Senna armata ingår i släktet sennor, och familjen ärtväxter. Inga underarter finns listade i Catalogue of Life.